# ドイツ社会主義帝国党

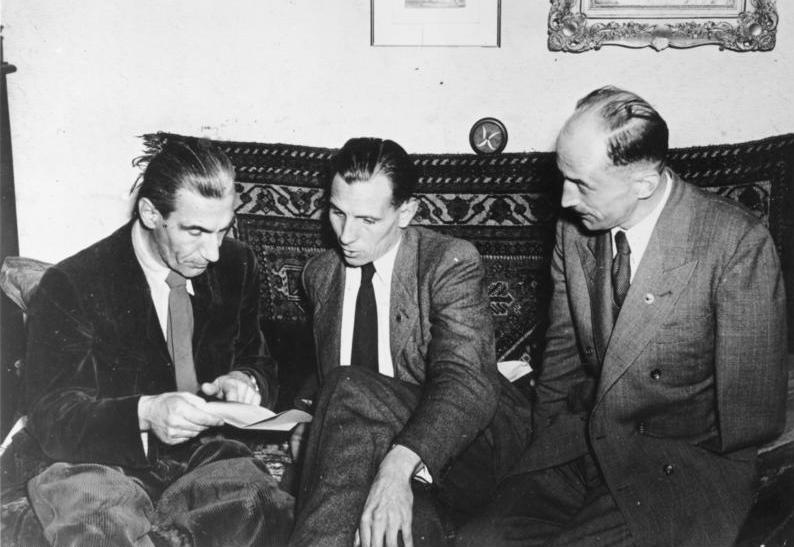
解散命令を受け取る社会主義国家党の首脳（1952年）
中央の人物がオットー・エルンスト・レーマー

ドイツ社会主義帝国党（ドイツしゃかいしゅぎていこくとう、ドイツ語: Sozialistische Reichspartei Deutschlands（SRPD）またはSozialistische Reichspartei（SRP））は、第二次世界大戦後の1949年に結成された西ドイツの政党。ドイツ社会主義ライヒ党、ドイツ社会主義国家党とも。指導部にドイツ国防軍の元少将オットー・エルンスト・レーマーや民族主義系の作家フリッツ・ドールス)がいた。
SRPは、戦後に成立したドイツ連邦共和国は、西側連合国の傀儡政権であり、ドイツの正統な国家はドイツ国であり、正統政府は総統アドルフ・ヒトラーの死後、ヒトラーに後継指名されたカール・デーニッツが率いたフレンスブルク政府であると主張した。
またSRPは、ホロコースト否定論を展開し、アメリカが戦後にダッハウ強制収容所にガスオーブンを作ってホロコーストを捏造したとしている。復興したドイツ国は資本主義と共産主義に対する「第三勢力」によって導かれるとした。
反米の見解を持っていたのでソ連はSRPに資金を提供していた。そのためSRPは決して公然とソ連の非難をすることはなかった。ドイツ共産党とも協力関係にあり、1952年に連邦憲法裁判所によって、ともに活動禁止を命ぜられた。レーマーは、「もしもソ連がドイツを侵略するならば、自分達を交通警察官と位置づけ、ライン川への行き方をロシア人に教える」「ロシア人ができるだけ早くドイツを通過できるように、手を広げる」とまで述べている。
SRPはかつての「突撃隊」を思わせる準軍事的組織「ライヒスフロント」を持ち、およそ1万人のメンバーを抱え、ニーダーザクセンの議会選挙で16議席を、ブレーメンでは8議席を獲得していた。